# Festival Internacional de Cine de Busan
El Festival Internacional de Cine de Busan (BIFF, anteriormente Festival Internacional de Cine de Pusan, PIFF), que se celebra anualmente en Haeundae-gu, Busan ( también Pusan), Corea del Sur, es uno de los festivales de cine más importantes de Asia. El primer festival, celebrado del 13 al 21 de septiembre de 1996, fue también el primer festival internacional de cine en Corea. El enfoque del BIFF es la presentación de nuevas películas y directores primerizos, especialmente los de países asiáticos. Otra característica notable es el atractivo del festival para los jóvenes, tanto en términos de la gran audiencia juvenil que atrae como a través de sus esfuerzos para desarrollar y promover el talento joven. En 1999, se estableció el Plan de Promoción de Pusan (renombrado como Asian Project Market en 2011) para conectar a los nuevos directores con las fuentes de financiación. El 16 ° BIFF en 2011 vio el festival mudarse a un nuevo hogar permanente, el Busan Cinema Center en Centum City. El Busan Cinema Centre es una estructura de aproximadamente USD 150 millones diseñada por Coop Himmelb(l)au, un colectivo de arquitectura con sede en Austria. El Cinema Centre de aproximadamente 30,000 m² incluye un teatro al aire libre de 4000 asientos; cuatro pantallas interiores bajo un techo cubierto con LED; centro de Medios; espacio de archivo; y salas de conferencias; permitiendo que el festival incluya foros de la industria y actividades educativas.

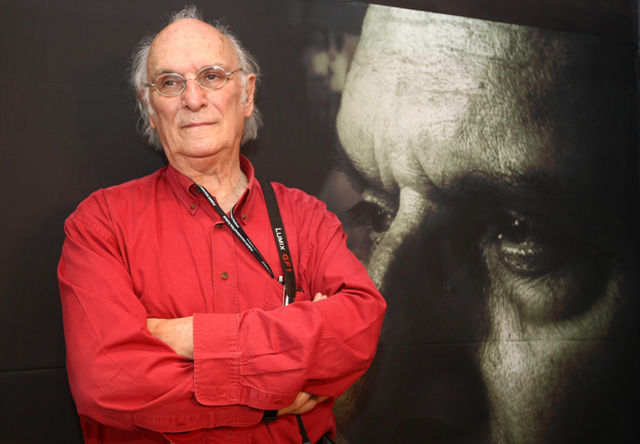
Master Class, Carlos Saura, 2010

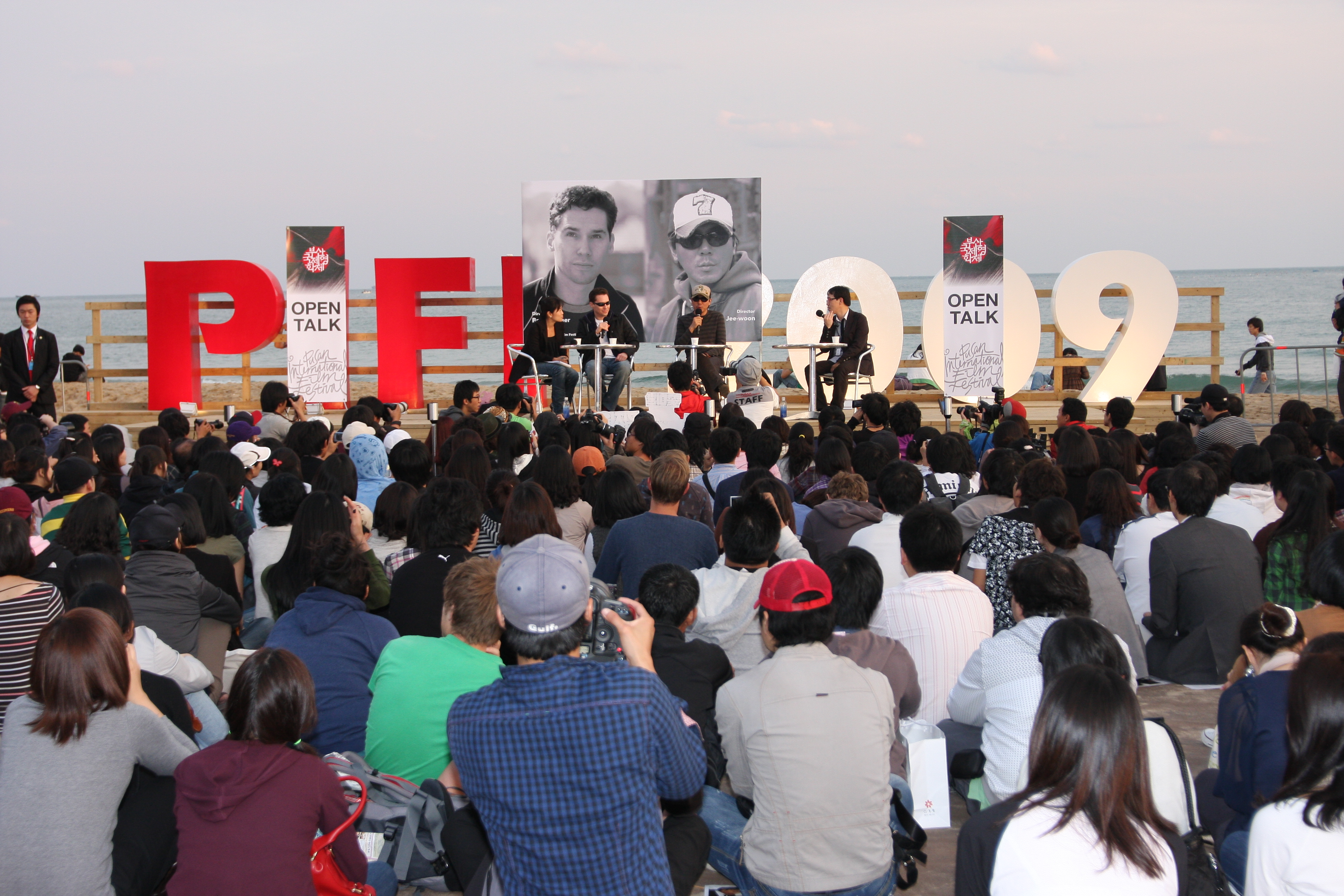
Open Talk – Director Kim Ji-Woon & Bryan Singer. 2009

## Historia
1.er Festival Internacional de Cine de Busan, 13-21 de septiembre de 1996
- Películas proyectadas: 173 películas de 31 países
- Película de apertura: Secretos y mentiras, Mike Leigh, Reino Unido / Francia
- Película de cierre: en expectativa, Ming Zhang, China
- Invitados participantes: 224 invitados de 27 países
- Audiencia total: 184,071